# 紹日馬河
61°58′04″N 40°36′53″E / 61.96778°N 40.61472°E
紹日馬河（俄语：Шожма），是俄羅斯的河流，位於該國西北部阿爾漢格爾斯克州，該河流屬於莫沙河的左支流，河道全長54公里，流域面積140平方公里。